# Raquel Torras de Roa
Raquel Torras de Roa   (Barcelona, 6 de setembre de 1988) és una exjugadora d'hoquei sobre patins catalana.
Es formà al Club Hoquei Caldes, amb el qual aconseguí pujar a la Lliga Catalana el 2004. Entre 2007 i 2011 jugà al Club Esportiu Noia, debutant a l'OK Lliga femenina la temporada 2009-10. Dos anys més tard, fitxà pel Cerdanyola Club d'Hoquei. Internacional amb la selecció espanyola, aconseguí el subcampionat del món de 2006. També fou internacional amb la selecció catalana.